# Liang Fuliang
Liang Fuliang (China, 12 de enero de 1983) es un gimnasta artístico chino, dos veces campeón del mundo en el concurso por equipos, en 2006 y 2007.

## Carrera deportiva
En el Mundial de Melbourne 2005 gana el bronce en el ejercicio de suelo, tras el brasileño Diego Hypólito, el canadiense Brandon O'Neill, y empatado a puntos con el húngaro Róbert Gál.
En el Mundial celebrado en Aarhus (Dinamarca) en 2006 gana el oro en el concurso por equipos, por delante de Rusia y Japón, siendo sus compañeros de equipo: Chen Yibing, Feng Jing, Xiao Qin, Yang Wei y Zou Kai.
En el Mundial de Stuttgart 2007 gana el oro por equipos, por delante de Japón y Alemania, sus compañeros de equipo fueron: Yang Wei, Huang Xu, Chen Yibing, Xiao Qin y Zou Kai.